# The College Dropout
The College Dropout – Debiutancki album studyjny rapera i producenta muzycznego Kanyego Westa, wydany 10 lutego 2004 roku przez wytwórnie: Hustle., Handprint Entertainment, Roc-A-Fella, The Island Def Jam Music Group, Hip Hop Since 1978 i Mercury. Większość utworów wykonana jest z udziałem wielu znanych artystów, takich jak Jay-Z, Twista, Ludacris, Common, Mos Def czy Jamie Foxx. Utwór "Two Words" został wykonany przy udziale chóru The Harlem Boys Choir.
Kanye West nie dostał pozwolenia piosenkarki Lauryn Hill na użycie jej głosu w utworze "All Falls Down", gdzie został użyty refren z jej utworu "Mystery of Iniquity", dlatego refren ten wykonuje inna piosenkarka, Syleena Johnson. Utwór z oryginalnym refrenem ukazał się na EP Freshmen Adjustment. Utwór "Through the Wire" został napisany przez artystę po tym, jak przeżył groźny wypadek samochodowy. O swoim wypadku wspomina też w utworze "Last Call".
W 2012 roku album został sklasyfikowany na 298. Miejscu na liście 500 albumów wszech czasów stworzonej przez magazyn Rolling Stone.

## Lista utworów
1. "Intro"
2. "We Don't Care"
3. "Graduation Day"
4. "All Falls Down" (feat. Syleena Johnson)
5. "I'll Fly Away"
6. "Spaceship" (feat. GLC & Consequence)
7. "Jesus Walks"
8. "Never Let Me Down" (feat. Jay-Z & J. Ivy)
9. "Get Em High" (feat. Talib Kweli & Common)
10. "Workout Plan"
11. "The New Workout Plan"
12. "Slow Jamz" (Twista feat. Kanye West & Jamie Foxx)
13. "Breathe in Breathe Out" (feat. Ludacris)
14. "School Spirit Skit 1"
15. "School Spirit"
16. "School Spirit Skit 2"
17. "Lil Jimmy Skit"
18. "Two Words" (feat. Mos Def, Freeway & the Harlem Boys Choir)
19. "Through the Wire"
20. "Family Business"
21. "Last Call"